# Pim de la Parra
Pim de la Parra (Paramaribo, 5 januari 1940 – aldaar, 6 september 2024) was een Surinaams-Nederlands filmregisseur.

## Biografie
De la Parra werd geboren als oudste in een gezin met twee zonen. Hij is een neef van Gerard Spong en stamt af van Sefardische Joden die al vier eeuwen in Suriname wonen. De la Parra's vader werkte aanvankelijk bij de Overzeesche Gas en Electriciteits Maatschappij (OGEM) maar begon vervolgens een winkel in cosmetica en een groothandel in medicijnen. Toen De la Parra zeven jaar was, overleed zijn moeder plotseling. Hierna werd hij opgevoed door zijn tantes.
Hij studeerde politieke en sociale wetenschappen in Amsterdam, maar stapte over naar de Nederlandse Filmacademie en richtte in 1964 met Nikolai van der Heyde en Gied Jaspars het filmtijdschrift Skoop op. Vanaf 1965 regisseerde en produceerde hij films met Wim Verstappen onder de firmanaam Scorpio Films. De la Parra debuteerde dat jaar met Jongens, jongens, wat een meid. Hun grote doorbraak kwam in 1971 met de film Blue movie. De film veroorzaakte het einde van de Nederlandse Filmkeuring. Pim de la Parra en Wim Verstappen gingen door het leven als Pim en Wim en met hun productiemaatschappij $corpio Films bliezen ze verse lucht in het dichtgetimmerde Nederlandse filmmilieu.
De la Parra vertilde zich aan Wan Pipel (1976), de eerste Surinaamse speelfilm. De productiekosten rezen de pan uit en betekenden samen met de slechte kritieken het einde van Scorpio Films b.v. De la Parra scheidde van Lies Oei en vertrok naar Aruba. Van 1980 tot 1983 stuurde zijn vader hem 1500 gulden per maand. Hij leerde Djoeke Veeninga kennen, met wie hij naar eigen zeggen een latos-relatie begon - living apart together overseas. Toen Suriname een deviezenbeperking instelde, kwam aan de financiële steun een einde. 
In 1984 werd hij op Aruba bezocht door Ruud den Drijver en Lea Wongsoredjo, die hem vroegen voor de regie van drie nieuwe bioscoopfilms. Naar eigen zeggen had De la Parra geen behoefte meer aan filmmaken, en werd hij door de jonge producenten over de streep getrokken. Hun samenwerking resulteerde in 1985 in zijn “comebackfilm” Paul Chevrolet en de ultieme hallucinatie (1985). De film kreeg lovende kritieken en werd geselecteerd voor het hoofdprogramma van het Filmfest Berlin. Na de grotendeels op Bonaire opgenomen Odyssee d'amour (1987), met een budget van 1,3 miljoen gulden zijn duurste film ooit, eindigde deze samenwerking.
De la Parra begon in 1988 met wat hij minimal movies noemde; in korte tijd en met minimale middelen opgenomen speelfilms. De eerste hiervan is Lost in Amsterdam (1989). De laatste werd Dagboek van een Zwakke Yogi. De la Parra werkte bij deze laatste film en ook eerdere Minimal Movies soms in een regiecollectief onder de naam Ronald da Silva. Er werden in totaal 15 minimal movies gemaakt sommige werden niet afgewerkt en konden geen bioscoop release krijgen. De film Dagboek van een Zwakke yogi werd niet afgewerkt omdat een van de hoofdrolspelers zelfmoord had gepleegd. Daarna volgde er nog een 5 jaar durend conflict van 1993 tot 1998) met het Fonds voor de Nederlandse Film. Hoewel de twee rechtszaken die hier uit voortvloeide gewonnen werden weigerde het fonds deze laatste Minimal Movie financieel te ondersteunen. In het film gerelateerde archief van Eye is in het archief van Margot Barel, producent van de film, het hele productie verloop van de film te volgen en ook zijn hier de processtukken en de correspondentie met het filmfonds opgenomen en in te zien.
In 1994 werd de documentaire Vrouwen van Vandaag opgenomen waarin verschillende vrouwen om beurten door Pim de la Parra en Dela Maria Vaags worden geïnterviewd. De 3 uur durende documentaire ging in première op het Nederlands Film Festival in Utrecht en werd simultaan uitgezonden op de kabel van Amsterdam. De film werd geproduceerd door Margot Barel. 
In 1995 vertrok de la Parra van Amsterdam naar Rotterdam en richtte samen met Margot Barel de Rotterdamse Akademie voor Cinematografie op. Met studenten van RAC maakte ze de speelfilm De Droom van een Schaduw.
Actrice Eva van Heijningen, die in vijf van de minimal movies speelde, maakte in 1993 met Christine Mathon een documentaire over De la Parra en diens minimal movies, onder de titel There is no budget like low budget.
De la Parra ontving in 1991 de speciale juryprijs van het Filmfestival Utrecht voor zijn gehele oeuvre. Op 31 oktober 1996 keerde hij terug naar Paramaribo om voor zijn 88-jarige vader te zorgen die twee jaar later overleed. De la Parra bleef in Paramaribo wonen.
In 2005 nam De la Parra het initiatief tot de oprichting van de stichting Surinaamse Film Academie. Hij was voorzitter van het bestuur; de acteur en televisieprogrammamaker Borger Breeveld, die de hoofdrol vertolkte in Wan Pipel, was secretaris.
In 2008 ontving hij in Paramaribo de Gouden Kalf-speld van het Nederlands Film Festival.
In 2010 verscheen de documentaire Parradox van In-Soo Radstake over De la Parra. Deze documentaire, een coproductie met de Joodse Omroep, ging in première tijdens het International Documentary Filmfestival Amsterdam.
In juni 2019 was hij even terug in Amsterdam. Het filmretrospectief "Parra Odyssee: Ode aan Pim de la Parra" was te zien in Eye Filmmuseum. Hij deed zelf de inleidingen bij de films en de gerestaureerde films Obsessions en Wan Pipel waren ook elders in het land te zien.

## Persoonlijk
De la Parra had twee dochters: de actrice Bodil de la Parra (1963) met Lies Oei, en de cabaretière Nina de la Parra (1987) met Djoeke Veeninga. Zijn zoon Pimm Jal de la Parra (1966), de broer van Bodil, overleed in 2002. Pim de la Parra is de grootvader van rapper Gotu Jim.
De la Parra overleed op 84-jarige leeftijd.

## Filmografie (beknopt)
- Jongens, jongens, wat een meid (1965)
- Aah... Tamara (1965)
- De minder gelukkige terugkeer van Joszef Katùs naar het land van Rembrandt (1966) - producent
- Bezeten - Het gat in de muur, ook bekend als Obsessions en Besessen – Das Loch in der Wand  (1969; scenario Pim de la Parra, Wim Verstappen en Martin Scorsese)
- Drop out ( de meester kan me meer vertellen) Productie en scenario (1969)
- Rubia's Jungle (1970)
- Blue movie (1971) - producent
- Frank en Eva (1973)
- Mijn nachten met Susan, Olga, Albert, Julie, Piet & Sandra (1975)
- Wan Pipel (1976)
- Dirty Picture (1980)
- Paul Chevrolet en de ultieme hallucinatie (1985)
- Als in een roes (1986)
- Odyssee d'amour (1987)
- Lost in Amsterdam (1989)
- De nacht van de wilde ezels (1990)
- Let the Music Dance (1990)
- Dagboek van een zwakke yogi (1993; als onderdeel van regiecollectief Ronald da Silva)
- Vrouwen van Vandaag ( 1994) Documentaire 180 minuten
- Dream of a Shadow (1995) Rotterdamse Akademie voor Cinematografie
- Ala di (2006; met Borger Breeveld een pilotproject van de Stichting Surinaamse Film Academie)
- Het geheim van de Saramacca-rivier (eerste film van de Surinaamse Film Academie)

## Trivia
- Tim Krabbé publiceerde in het Amsterdamse studentenblad Propria Cures ooit een kolderiek gedicht over De la Parra en Wim Verstappen waarin hun namen op allerlei mogelijke manieren door elkaar worden gehusseld en vervormd.[9] Het gedicht is opgenomen in de Propria Cures-bloemlezing Citroen, Citroen uit 1972, samengesteld door Rogier Proper (OCLC 63318216).